# Мурадов, Мансуржон Носирович
Мансуржон Носирович Мурадов (узб. Mansurjon Nosirovich Murodov; род. 28 октября 1955, Ташкент, Узбекская ССР, СССР) — советский, узбекский ганчкор — резчик по ганчу. Народный мастер Узбекистана (2001), академик Академии художеств Узбекистана (2017).

## Биография
Родился 28 октября 1955 года в Ташкенте. В 1974 году окончил столярное отделение Ташкентского городского профессионально-технического училища № 63. В том же году поступил на работу мастером в творческое объединение «Усто», где его учителем стал потомственный ганчкор Махмуд Усманов, академик Академии художеств Узбекистана, народный художник Узбекистана. 
В 1985 году возглавил свою бригаду ганчкоров. С 1997 года руководит творческой группой ганчкоров в объединении «Устазода». 21 сентября 2017 года был избран действительным членом Академии художеств Узбекистана.

## Творчество
С 1985 года участвовал в оформлении зданий и сооружений в Узбекистане, в том числе Государственного музея истории Тимуридов (1995), Юнусабадского теннисного корта (1997), резиденции Оксарой (1999), Музея памяти жертв репрессий (2002), здания Узбекского национального академического драматического театра (2002), Центра исламской цивилизации. Также украшал интерьеры общественных и правительственных зданий орнаментами из ганча в таких странах, как Малайзия, Германия и Казахстан.

## Награды
- Народный мастер Узбекистана (2001)[1]